# Biná

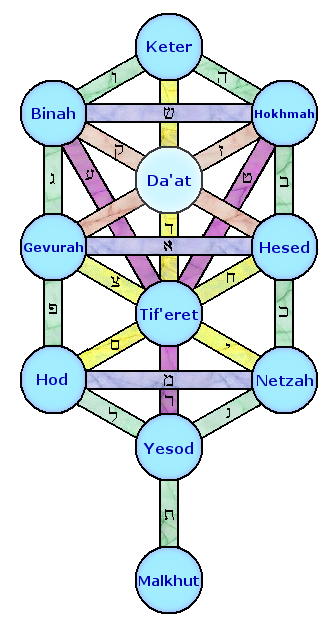
Bináh(árbol de la vida)

Bináh "Entendimiento"; (en hebreo בינה) es la tercera sefirá del árbol de la vida de la cábala, se sitúa en lo alto de la columna izquierda. Biná es el proceso racional innato en la persona que trabaja para desarrollar una idea plenamente. Es la limitación de Jojmá. Análogamente es el lado izquierdo del cerebro, donde funciona la razón, organizando el pensamiento en algo concreto. Posee la energía del agua asociada a la feminidad y también representa el futuro. Su opuesto es el Qlifot Sathariel.